# Mohamed Hassan Bensalah
Mohamed Hassan Bensalah, né à en 1970 à  Berkane, est président-directeur général du groupe Holmarcom depuis 1993.
Le magazine Forbes le classe 33e personne la plus riche d'Afrique en 2014 avec une fortune estimée à 700 millions de dollars.

## Biographie
C’est dans la partie nord-est du Maroc en pleine région de l’oriental que Mohamed Hassan Bensalah est né dans la ville de Berkane en 1970. Après un baccalauréat B à la mission française, Mohamed Hassan Bensalah part en France pour des études supérieures où il décroche une maîtrise en gestion et en finances à l’Université de la Sorbonne et à l’École des Cadres de Paris.
Mohamed Hassan Bensalah succède en 1993 à son défunt père et fondateur du Groupe Holmarcom Feu Abdelkader Bensalah en tant que Président Directeur Général.
En 1996, avec le groupe Benjelloun, il crée Régional Airlines, première compagnie aérienne privée du Maroc. En 2000, il réintroduit les produits Pepsi sur le marché marocain. En novembre 2015, il démissionne du conseil d'administration de la Samir à la suite d'un désaccord sur la recapitalisation de sa raffinerie.

## Autres fonctions
- Président de la Fédération marocaine des compagnies d’assurances et de réassurance[8],[9] ;
- Membre du conseil d'administration de la Confédération générale des entreprises du Maroc (CGEM), de la Bourse de Casablanca et du Moroccan Financial Board (Casablanca Finance City) ;
- Membre du conseil de surveillance de la BMCI Bank (Groupe BNP Paribas) et du conseil d'administration de CIH Bank (Groupe CDG), de la Caisse interprofessionnelle marocaine de retraite (CIMR), ….

- Membre du Conseil économique, social et environnemental ;
- Membre du conseil d‘administration de la Fondation Mohammed VI pour la protection de l’environnement, de la Fondation Mohammed V pour la solidarité et de la Fondation alaouite pour le développement humain durable.

## Distinctions
- 2004 : Chevalier de l’Ordre du Trône du Maroc (Wissam Al Arche)[10]